# The 'Nam
The ‘Nam est une série de bande dessinée américaine consacrée à la guerre du Viêt Nam créée par les Américains Doug Murray (en) (scénario) et Michael Golden (dessin).
Après huit épisodes publiés dans le comic book Savage Tales (en) d'octobre 1985 à décembre 1986, la série a fait l'objet de son propre titre homonyme[pas clair] dont les 84 numéros ont été publiés par Marvel Comics entre décembre 1986 et septembre 1993.
Outre Murray, qui a écrit 48 des 51 premiers numéros, et Golden, qui en a dessiné douze des treize premiers, une douzaine d'auteurs ont travaillé sur cette série, en particulier Wayne Vansant, qui en a dessiné 59 numéros, Chuck Dixon, qui en a écrit 18 et Don Lomax (en), qui a écrit les 15 derniers.

## Histoire
La bande dessinée est le récit d'un soldat fictif, principalement le soldat de première classe Edward Marks. Comme la BD est publiée mois par mois, chaque épisode détaille des faits qui se seraient passés environ 20 ans avant leur publication. Les événements décrits sont parfois célèbres comme celui de l'offensive du Têt et d'autres fois ce sont des événements plus personnels illustrant les rencontres entre les soldats et la population locale du Vietnam ou entre les soldats et leur famille, leurs amis restés aux États-Unis. Certaines scènes sont celles d'histoires typiques de bandes dessinées de guerre : on retrouve évidemment des descriptions de combats, des interactions entre les soldats et leurs supérieurs impitoyables. Alors que d'autres scènes sont uniques au Vietnam, comme l'expérience des soldats en congé portant le fardeau personnel de l'animosité des civils opposés à la guerre.

## Historique de publication
En 1984, Larry Hama qui a fait la guerre du Viet-Nam contacte Doug Murray, autre vétéran de la guerre, pour créer une bande dessinée sur ce conflit afin de la publier dans son magazine Savage Tales Vol. 2. Hama demande à Michael Golden de dessiner la série qui est intitulée The 5th of the 1st. Celle-ci est bien accueillie. En 1986, Jim Shooter, éditeur en chef de Marvel Comics présente à Larry Hama une couverture du comics G.I. Joe, renommé THE 'NAM  et lui demande de créer un comics qui corresponde à cette couverture et à ce titre. Hama suggère alors d'engager Murray pour qu'il écrive ce comics consacré à la guerre du Viet Nam.

## Publication

### Comic books
La BD a d'abord été publiée par Marvel Comics, entre décembre 1986 et septembre 1993. Elles sont publiées tous les mois et reprises par 3 fois dans des volumes séparés. En 1999, les bandes dessinées seront reprises et publiées par Marvel avec l'initiative de Larry Hama.

### Recueils américains
Entre 2009 et 2011 les bandes dessinées de 1 à 30 sont reprises dans trois volumes.

### Version française
- The Nam, Delcourt, coll. « Camouflage », 1988  (ISBN 2-906187-13-5).

## Récompenses
- 1987 : Nommée dans catégorie meilleure série des prix Jack Kirby.